# Catedral de Menorca
La catedral de Santa Maria de Ciutadella és un edifici d'estil gòtic català, seu de la diòcesi de Menorca. Està situada a la part antiga de la ciutat, a la plaça de la Catedral, darrere la qual comença el carrer de ses Voltes.

## Història
Es va construir a sobre d'una mesquita, de la qual encara podem observar els arcs utilitzats com a base del campanar de la catedral.
La història de la catedral de Ciutadella comença l'any 1287, quan, 45 dies després de la conquesta de Menorca per Alfons el Franc, aquest va ordenar la construcció de la catedral. Tot i això, no se n'inicià la construcció fins al regnat de Jaume II l'any 1300 i s'acabà l'any 1362. Al llarg d'aquests anys ha anat sofrint diversos esdeveniments, el més important n'ha estat el saqueig i l'incendi dut a terme pels turcs en el segle xvi, i un altre saqueig important va ser el produït durant la Guerra Civil. Per aquesta raó ha estat molt reconstruïda, per exemple la façana occidental és d'estil neoclàssic i es va construir l'any 1813 per ordre del bisbe Pedro Antonio Juano en substitució de la portada gòtica, i només se'n conservà la petita rosassa superior. Va rebre el títol de basílica l'any 1953, concedit per Pius XII.

## Descripció

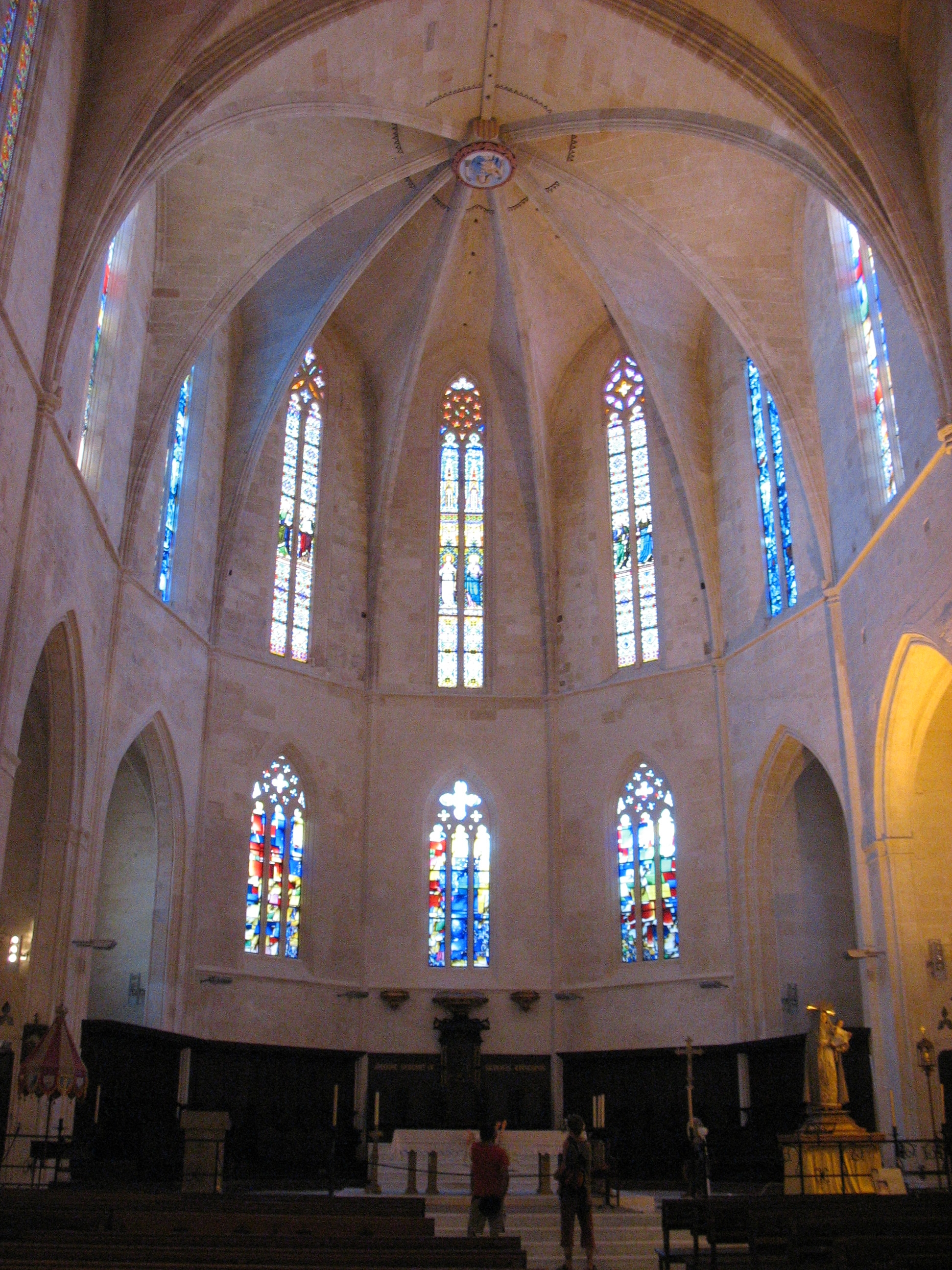
Interior de l'absis

Aquest edifici gaudeix d'unes dimensions importants (45 m de longitud i 22 m d'alçada), cosa fàcil d'apreciar des de l'exterior.
Està format per una sola nau coberta per una volta de creueria senzilla segmentada en 5 parts i que dona lloc a les capelles laterals que es troben entre els contraforts. Les capelles de l'Evangeli són més àmplies que les que es troben al costat de l'Epístola. D'aquestes, destaca la capella de les Ànimes, d'estil barroc i del segle xviii. També s'ha conservat la porta gòtica lateral, o porta de la Llum, al mur sud; hi destaca un fris esculpit entre el brancal i les arquivoltes, que està tallat amb figures vegetals i animals. Té dos nivells de finestrals, amb els superiors de perfil agut. La catedral es va construir utilitzant pedra calcària de Ciutadella, en carreus d'aparell romà amb filades d'alçada regular i pedres de diferents alçàries. En el seu origen, els contraforts estaven formats per dos cossos de diversa altura, coberts per un sostre de dues aigües, que remataven amb un floró escultural. La catedral tenia tres portes: la més gran al peu de la nau, la de les Esquelles i la del Rellotge, davant de l'anterior. En el segle xviii, sobre el portal lateral es va aixecar un nou cos entre dos contraforts contigus, rematat per una petita torre on més tard es posà el nou rellotge amb les seves campanes. Darrere de l'altar major, es troba un absis de forma pentagonal als costats del qual es troben el cor i la seu episcopal de marbre, beneïda per Pius XII.